# Babian Jiang
Babian Jiang är ett vattendrag i Kina. Det ligger i provinsen Yunnan, i den sydvästra delen av landet, omkring 260 kilometer söder om provinshuvudstaden Kunming.
Genomsnittlig årsnederbörd är 2 161 millimeter. Den regnigaste månaden är juli, med i genomsnitt 561 mm nederbörd, och den torraste är februari, med 28 mm nederbörd.